# Фіатні гроші

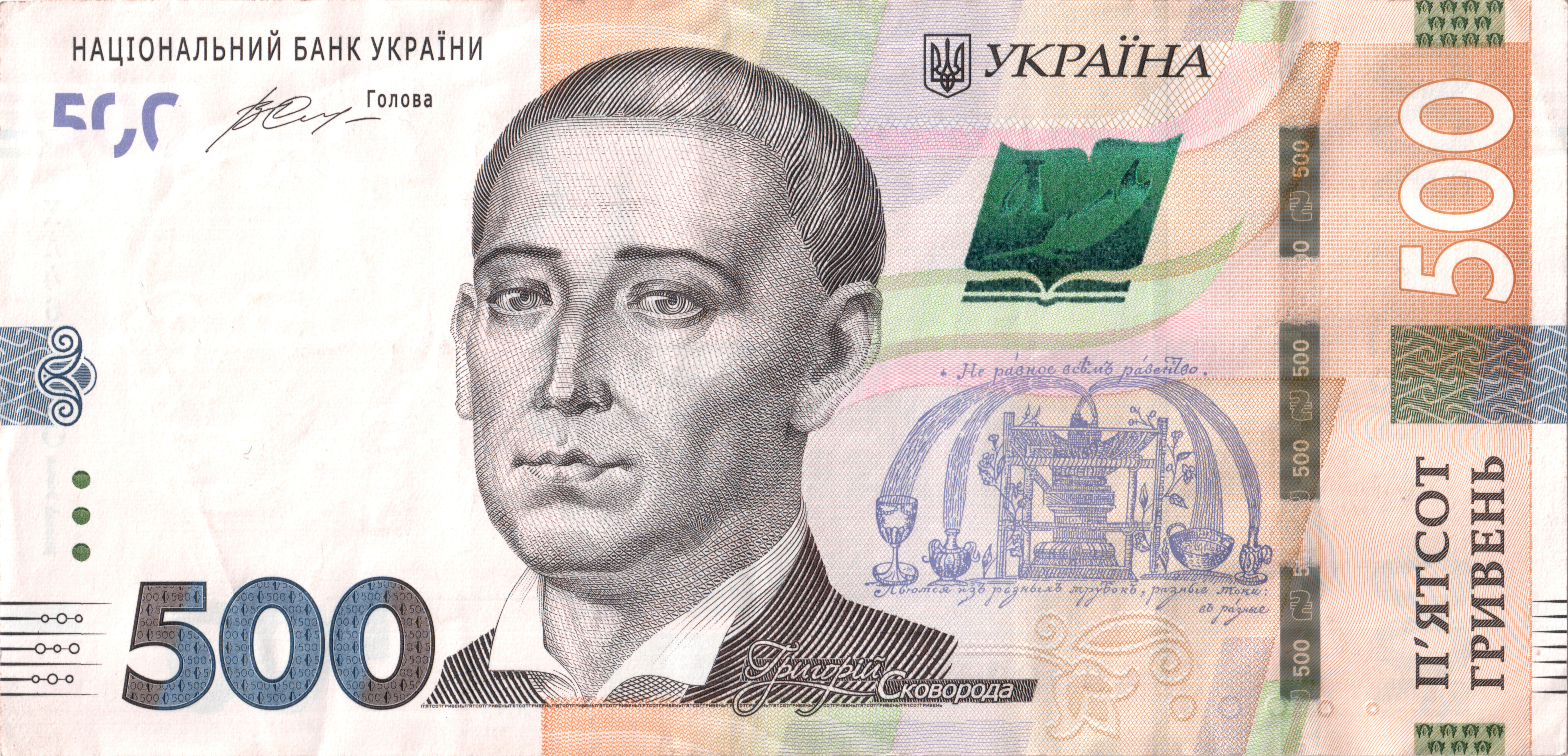
Банкнота номіналом 500 гривень.

Фіатні гроші (англ. fiat currency), також декретні, приказні, фідуціарні гроші — тип грошей або валюти, цінність яких походить не від власної вартості або гарантії обміну на золото або іншу валюту, а від державного наказу (fiat) використання їх як засобу платежу.
Слово походить від лат. fiat — декрет, наказ, «хай буде так», «нехай буде зроблено», що використовується у значенні наказу, декрету або постанови.
Протягом історії фіатні гроші іноді випускалися місцевими банками та іншими установами. У сучасний час фіатні гроші зазвичай встановлюються державним регулюванням.
Фіатні гроші зазвичай не мають внутрішньої вартості та не мають споживчої вартості. Вони мають цінність лише тому, що особи, які використовують їх як одиницю розрахунку – або, у випадку валюти, засобу обміну – погоджуються щодо їхньої вартості. Вони вірять, що ці гроші приймуть торговці та інші люди.
Фіатні гроші є альтернативою товарним грошам, які є валютою, яка має внутрішню цінність, оскільки містить, наприклад, дорогоцінний метал, такий як золото або срібло, який втілено в монеті. Фіатні гроші також відрізняється від представницьких грошей, тобто грошей, які мають внутрішню цінність, оскільки вони забезпечені дорогоцінним металом або іншим товаром і можуть бути перетворені в нього. Фіатні гроші можуть виглядати схожими на представницькі гроші (наприклад, паперові купюри), але перші не мають підкріплення, тоді як другі представляють претензію на товар (який можна викупити більшою чи меншою мірою).
Випущені урядом банкноти фіатних грошей вперше почали використовуватися в XI столітті в Китаї. Фіатні гроші почали переважати протягом XX століття. Після рішення президента Річарда Ніксона про дефолт щодо конвертованості долара США в золото в 1971 році система національних фіатних валют використовується у всьому світі.
Фіатними грошима можуть бути:
- будь-які гроші, які не забезпечені товаром;
- гроші, оголошені особою, установою чи урядом як законний платіжний засіб, тобто вони повинні бути прийняті в оплату боргу за певних обставин;
- гроші, випущені державою, які не можна ні конвертувати через центральний банк на щось інше, ні фіксувати їх вартість з точки зору будь-якого об’єктивного стандарту;
- гроші, використані через урядову постанову;
- об’єкт, який інакше не має цінності, який служить засобом обміну (також відомий як фідуціарні гроші).

## Трактування в економічній теорії
У монетарній економіці державні гроші є за своєю суттю безцінним об’єктом або записом, який широко прийнятий як платіжний засіб. Сучасні теорії грошей намагаються пояснити, що вартість фіатних грошей більша, ніж вартість металевого вмісту в них. Це контрастує з попередніми монетарними теоріями Середньовіччя, які були більше схожі на оцінку монет як товару моделі Ерроу-Дебре (Arrow–Debreu model).
Одне з обґрунтувань для фіатних грошей походить від моделі мікрофонду. У більшості економічних моделей агенти за своєю суттю щасливіші, коли мають більше грошей. У моделі Лагоса та Райта фіатні гроші не мають внутрішньої вартості, але агенти отримують більше товарів, які вони хочуть, коли торгують, припускаючи, що фіатні гроші цінні. Вартість фіатних грошей створюється всередині спільноти і, за умови рівноваги, робить можливою торгівлю, яка інакше неможлива.
Інша математична модель, яка пояснює вартість паперових грошей, походить від теорії ігор. У грі, де агенти виробляють і торгують об’єктами, може існувати кілька рівноваг Неша, коли агенти вибирають стабільну поведінку. У моделі Кійотакі та Райта об’єкт без внутрішньої вартості може мати цінність під час торгівлі в одній (чи кількох) рівновагах Неша.

## Історія

### Китай

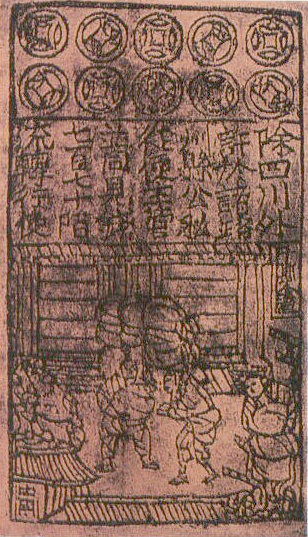
Династія Сун Цзяоцзи, перші в світі паперові гроші.

Китай має довгу історію паперових грошей, починаючи з 7 століття нашої ери. Протягом 11 століття уряд встановив монополію на його випуск, а приблизно наприкінці 12 століття конвертованість була призупинена. Використання таких грошей стало широко поширеним під час наступних династій Юань і Мін.
Династія Сун у Китаї була першою, хто випустив паперові гроші, цзяоцзи, приблизно в 10 столітті нашої ери. Хоча банкноти оцінювалися за певним обмінним курсом на золото, срібло чи шовк, конвертація ніколи не була дозволена на практиці. Спочатку банкноти мали бути погашені після трьох років служби, щоб бути замінені новими банкнотами за 3% плати за обслуговування, але, оскільки більше їх було надруковано без купюр, інфляція стала очевидною. Уряд робив кілька спроб зберегти цінність паперових грошей, вимагаючи частково сплачувати податки у валюті та приймаючи інші закони, але шкоди було завдано, і банкноти втратили привабливість.
Наступна династія Юань була першою династією Китаю, яка використовувала паперову валюту як основний засіб обігу. Засновник династії Юань Хубілай-хан під час свого правління випускав паперові гроші, відомі як Цзяочао. Оригінальні ноти за часів династії Юань були обмежені за площею та тривалістю, як і за часів династії Сун.

У 13 столітті Марко Поло описав платіжні гроші династії Юань у своїй книзі «Подорожі Марко Поло». 
Усі ці папірці видані з такою урочистістю й авторитетністю, ніби вони зі щирого золота чи срібла... і справді, кожен бере їх із готовністю, бо куди б людина не потрапила у володіннях Великого Каана, вона знайде ці папірці. поточний, і матиме змогу здійснювати всі операції з продажу та купівлі товарів за їх допомогою так само добре, як якби це були монети з чистого золота.

— Марко Поло, Подорожі Марко Поло

### Європа
Вашингтон Ірвінг описує екстрене використання паперових грошей іспанцями для облоги під час завоювання Гранади (1482–1492). У 1661 році Йохан Палмструх (Johan Palmstruch) випустив перші звичайні паперові гроші на Заході за королівською хартією від Королівства Швеція через нову установу, Стокгольмський банк (Stockholms Banco). Хоча ця приватна паперова валюта була в основному невдалою, шведський парламент зрештою взяв на себе контроль над випуском паперових грошей у країні. До 1745 року його паперові гроші були неконвертовані в грошові знаки, але уряд дозволив прийняти їх. Ця фіатна валюта знецінилася настільки швидко, що до 1776 року її повернули до срібного стандарту. Фіатні гроші також мають інші витоки в Європі 17-го століття, будучи введеними Банком Амстердама в 1683 році.

### Нова Франція 1685–1770
У 17 столітті в Новій Франції, яка нині є частиною Канади, загальновизнаним засобом обміну була шкура бобра. У міру розширення колонії монети з Франції стали широко використовуватися, але зазвичай французьких монет бракувало. У 1685 році колоніальна влада Нової Франції відчувала серйозну нестачу грошей. Військова експедиція проти ірокезів пройшла погано, і податкові надходження скоротилися, зменшивши державні грошові резерви. Зазвичай, коли не вистачає коштів, уряд просто відкладає виплату купцям за покупки, але відкладати виплати солдатам було небезпечно через ризик заколоту.
Жак де Мель (Jacques de Meulles), інтендант фінансів, задумав геніальне спеціальне рішення – тимчасовий випуск паперових грошей для оплати солдатам у формі гральних карт. Він конфіскував усі гральні карти в колонії, розрізав їх на шматки, написав на шматках номінали, підписав їх і видав їх солдатам як плату замість золота та срібла. Через хронічну нестачу грошей усіх типів у колоніях ці картки охоче приймалися торговцями та населенням і вільно ходили за номінальною вартістю. Він мав бути суто тимчасовим допоміжним засобом, і лише через роки його роль як засобу обміну була визнана. Перший випуск гральних карткових грошей відбувся в червні 1685 року і був викуплений через три місяці. Однак дефіцит монет знову виник, і протягом наступних років було здійснено більше випусків карткових грошей. Через їх широке визнання як гроші та загальну нестачу грошей у колонії багато гральних карт не були викуплені, але продовжували ходити, виступаючи в якості корисної заміни дефіцитних золотих і срібних монет із Франції. Згодом губернатор Нової Франції визнав їхню корисну роль як обігового засобу обміну.
Оскільки фінансове становище французького уряду погіршилося через європейські війни, він скоротив фінансову допомогу своїм колоніям, тому колоніальна влада в Канаді все більше покладалася на карткові гроші. До 1757 року уряд припинив усі платежі монетами, а платежі здійснювалися паперовими. Застосовуючи закон Грешема (погані гроші витісняють хороші), люди накопичували золото та срібло, а замість них використовували паперові гроші. Витрати Семирічної війни призвели до швидкої інфляції в Новій Франції. Після британського завоювання в 1760 році паперові гроші стали майже марними, але бізнес не закінчився, тому що накопичене золото і срібло повернулися в обіг. За Паризьким договором (1763 р.) французький уряд погодився конвертувати непогашені карткові гроші в боргові зобов’язання, але через те, що французький уряд фактично збанкрутував, ці облігації були дефолтні, і до 1771 р. вони втратили вартість.
Королівський монетний двір Канади все ще випускає гральні карткові гроші на згадку про свою історію, але тепер у формі срібла на 92,5% із золотою пластиною на краю. Таким чином, він має внутрішню вартість, яка значно перевищує його фактичну вартість. Банк Канади та канадські економісти часто використовують цю ранню форму паперової валюти, щоб проілюструвати справжню природу грошей для канадців.

### 18 і 19 століття
Ранньою формою фіатної валюти в американських колоніях були «кредитні векселі». Уряди провінцій випускали банкноти, які були фіатною валютою, з обіцянкою дозволити власникам платити податки цими банкнотами. Банкноти були випущені для оплати поточних зобов'язань і могли бути використані для стягнення податків пізніше. Оскільки купюри були деноміновані в місцевій розрахунковій одиниці, вони передавалися від людини до людини в неподаткових операціях. Ці типи банкнот випускалися, зокрема, у Пенсільванії, Вірджинії та Массачусетсі. Такі гроші продавалися зі знижкою на срібло, яке потім витрачав уряд, термін дії якого закінчувався у визначену дату пізніше.
Кредитні векселі викликали певні суперечки з самого початку. Ті, хто хотів підкреслити небезпеку інфляції, наголошували на колоніях, де кредитні векселі знецінилися найбільш драматично: Нова Англія та Кароліни. Ті, хто хотів захистити використання кредитних векселів у колоніях, наголошували на середніх колоніях, де інфляції практично не було.
Колоніальні держави свідомо запроваджували фіатні валюти, забезпечені податками (наприклад, податками на хатини чи виборчими податками), щоб мобілізувати економічні ресурси у своїх нових володіннях, принаймні як перехідний механізм. Меті таких податків пізніше слугували податки на майно. Повторюваний цикл дефляційних твердих грошей, за яким слідувала інфляція паперових грошей, тривав протягом більшої частини 18-го та 19-го століть. Часто країни мали подвійну валюту, коли папір торгувався з деякою знижкою до грошей, які представляли грошову одиницю.
Приклади включають «континентальні» рахунки, видані Конгресом США до прийняття Конституції Сполучених Штатів; папір проти золотих дукатів у Відні епохи Наполеона, де папір часто торгувався за співвідношенням 100:1 до золота; Південноморський міхур, який випускав банкноти, що не становили достатніх резервів; і схема компанії Міссісіпі Джона Лоу.
Під час Громадянської війни в США федеральний уряд випустив банкноти Сполучених Штатів, форму паперової фіатної валюти, відомої в народі як «зелені банкноти». Їхню емісію Конгрес обмежив на суму трохи більше 340 мільйонів доларів. У 1870-х роках проти вилучення банкнот з обігу виступила Партія гринбекерів. На партійному з'їзді 1878 року вони були названі «фіатними грошима».

### 20 століття
Після Першої світової війни уряди та банки, як правило, все ще обіцяли конвертувати банкноти та монети в їхній номінальний товар (викуп грошовими знаками, як правило, золотом) на вимогу. Однак витрати на війну, необхідні ремонти та економічне зростання, засноване на державних запозиченнях, змусили уряд призупинити викуп грошових знаків. Деякі уряди намагалися уникнути суверенного дефолту, але не побоювалися наслідків сплати боргів, передаючи своїм кредиторам щойно надруковану готівку, не пов’язану з металевим стандартом, що призвело до гіперінфляції – наприклад, гіперінфляції у Веймарській республіці.
З 1944 по 1971 рік Бреттон-Вудська угода фіксувала вартість 35 доларів США за одну тройську унцію золота. Інші валюти були відкалібровані за доларом США за фіксованим курсом. США пообіцяли викупити долари золотом, переданим іншим національним банкам. Торгові дисбаланси були виправлені біржами золотих резервів або позиками Міжнародного валютного фонду (МВФ).
Бреттон-Вудська система покінчила з тим, що стало відомим як шок Ніксона (Nixon shock). Це була низка економічних змін, внесених президентом Сполучених Штатів Річардом Ніксоном у 1971 році, включаючи одностороннє скасування прямої конвертованості долара Сполучених Штатів у золото. З тих пір у всьому світі використовується система національних платіжних грошей із змінними обмінними курсами між основними валютами.

### Карбування монет з дорогоцінних металів
У 1960-х роках виробництво срібних монет для обігу припинилося, коли номінальна вартість монети стала меншою за вартість дорогоцінного металу, що в ній містився (тоді як історично вона була вищою). У Сполучених Штатах Закон про карбування монет 1965 року виключив срібло з обігу копійок і четвертних долара, й більшість інших країн зробили те саме зі своїми монетами. Канадський пенні, який до 1996 року в основному складався з міді, був повністю вилучений з обігу восени 2012 року через вартість виробництва відносно номінальної вартості.
У 2007 році Королівський монетний двір Канади випустив золоті монети в мільйон доларів і продав п’ять монет. У 2015 році вартість золота в монетах перевищувала номінал у 3,5 рази.

## Створення та регулювання грошей
Центральний банк вводить нові гроші в економіку, купуючи фінансові активи або позичаючи гроші фінансовим установам. Потім комерційні банки перерозподіляють або перепрофільовують ці базові гроші шляхом створення кредитів через банківські операції з частковим резервуванням, що розширює загальну пропозицію «широких грошей» (готівка плюс депозити до запитання).[Потрібне цитування]
У сучасній економіці відносно невелика частка грошової маси є фізичною валютою. Наприклад, у грудні 2010 року в США з 8853,4 мільярдів доларів широкої грошової маси (M2) лише 915,7 мільярдів доларів (близько 10%) складалися з фізичних монет і паперових грошей. Виготовлення нових фізичних грошей, як правило, є обов’язком національного банку, а інколи – державного казначейства.
Банк міжнародних розрахунків опублікував детальний огляд розвитку платіжних систем у країнах «Групи десяти» (G10) у 1985 році в першій серії, яка стала відомою як «червоні книги». Наразі червоні книги охоплюють країни-учасниці Комітету з платежів та ринкових інфраструктур (CPMI). Зведена червона книга вартості банкнот і монет в обігу наведена в таблиці нижче, де місцева валюта конвертується в долари США за курсом на кінець року. Вартість цієї фізичної валюти як відсоток від ВВП коливається від максимум 19,4% у Японії до мінімуму 1,7% у Швеції, при цьому загальне середнє значення для всіх країн у таблиці становить 8,9% (7,9% для США).

## Епоха інфляції
Прийняття фіатної валюти багатьма країнами, починаючи з 18 століття, зробило можливими набагато більші варіації в пропозиції грошей. Відтоді в ряді країн відбулося величезне збільшення пропозиції паперових грошей, що спричинило гіперінфляцію – епізоди екстремальних темпів інфляції, які були значно вищими, ніж ті, що спостерігалися в попередні періоди товарних грошей. Гіперінфляція у Веймарській Республіці Німеччина є яскравим прикладом.
Економісти зазвичай вважають, що високі темпи інфляції та гіперінфляції викликані надмірним зростанням грошової маси. Зараз більшість економістів виступають за невеликий і стабільний рівень інфляції. Згідно поглядів мейнстрімних економістів кейнсіанського толку, невелика інфляція (на відміну від нульової або від’ємної) зменшує гостроту економічних спадів, дозволяючи ринку праці швидше пристосуватися до рецесії, і зменшує ризик виникнення пастки ліквідності (небажання позичати гроші через низькі відсоткові ставки) заважає стабілізувати економіку за допомогою проведення монетарної політики. Проте зростання грошової маси не завжди викликає номінальне підвищення рівня цін. Натомість зростання грошової маси може призвести до стабільних цін у той час, коли вони в іншому випадку знижувалися б. Деякі економісти стверджують, що в умовах пастки ліквідності великі грошові ін’єкції схожі на «натискання на мотузку».
Завдання підтримувати низькі та стабільні темпи інфляції зазвичай ставиться перед грошово-кредитними органами. Загалом ці грошово-кредитні органи є центральними банками, які проводять монетарну політику шляхом встановлення облікової ставки, операцій на відкритому ринку та встановлення банківських резервних вимог.

## Втрата опори
Фіатні гроші значно втрачають свою цінність, якщо уряд-емітент або центральний банк або втрачають здатність, або відмовляються продовжувати гарантувати її вартість. Звичайним наслідком є гіперінфляція. Деякими прикладами цього є зімбабвійський долар, гроші Китаю в 1945 році та марка Веймарської республіки в 1923 році. Більш свіжий приклад – валютна нестабільність у Венесуелі, яка почалася в 2016 році під час соціально-економічної та політичної кризи в країні.
Але це не обов’язково має відбуватися, особливо якщо валюта продовжує залишатися найлегшою для доступу; наприклад, іракський динар до 1990 року продовжував зберігати цінність у регіональному уряді Курдистану навіть після того, як його статус законного платіжного засобу було скасовано урядом Іраку, який випустив банкноти.